# 中华人民共和国全国重点实验室列表
- 關於以“国家研究中心”为后缀、曾按国家实验室筹备的中华人民共和国国家重点实验室，請見「中华人民共和国国家研究中心列表」。
- 關於以“国家实验室”为后缀、1980—1990年代及2006年由原中华人民共和国科学技术委员会及科技部批准设立的中华人民共和国顶尖研究设施，請見「中华人民共和国国家实验室列表」。

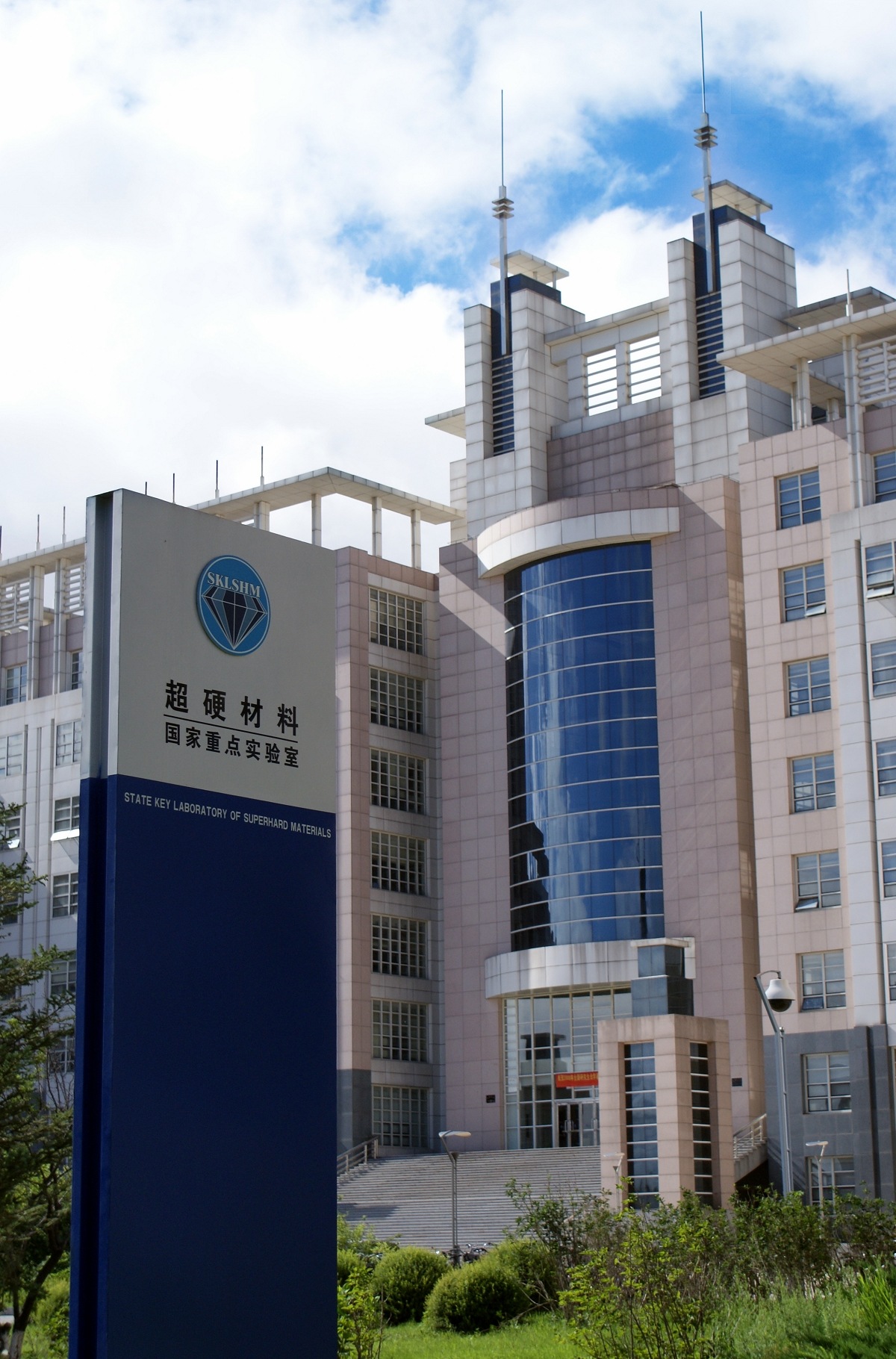
超硬材料国家重点实验室（吉林大学）

全国重点实验室（重组前的名称为“国家重点实验室”），源于1984年原国家计委组织实施的国家重点实验室建设计划，是中华人民共和国顶尖的科学研究基地，依托中国大陆各个大学和科研院所建设，由科技部进行宏观管理。各重点实验室的行政主管部门为相关的部委、地方科技管理部门，具体负责单位则为依托的大学、科研院所。各部委和地方重点实验室可以提出申请，审核通过后成为国家重点实验室。科技部对国家重点实验室进行定期评估，以五年为一个周期。未通过评估的，不再列入重点实验室序列。
2014年，国务院印发《关于深化中央财政科技计划（专项、基金等）管理改革方案的通知》，提出对国家重点实验室等国家级科技力量进行合理归并，进一步优化布局。2017年，科技部、财政部、国家发改委联合印发《国家科技创新基地优化整合方案》，提出重新统筹布局国家重点实验室。随后，教育部印发《关于加强高校有组织科研 推动高水平自立自强的若干意见》，提出“加快高校国家重点实验室重组”。2022年5月，首批20家标杆实验室完成重组，名称中的“国家重点实验室”全部更改为“全国重点实验室”。
根据2017年12月公布的《2016国家重点实验室年度报告》，国家重点实验室共计254个。2018年1月，软件工程国家重点实验室（武汉大学）未通过评估，不再列入国家重点实验室序列。目前国家重点实验室共计253个。
此外，还有6个国家研究中心，亦列入国家重点实验室序列管理。下文列表与统计不包含这6个国家研究中心，相关内容见中华人民共和国国家研究中心列表。

## 列表
以下根据《2016国家重点实验室年度报告》，列出中华人民共和国国家重点实验室名单，按照领域、第一依托单位所在地、代码顺序排列。
| 实验室名称                                         | 领域 | 依托单位                                                          | 主管部门                              | 第一依托单位所在地 | 代码          |
| -------------------------------------------------- | ---- | ----------------------------------------------------------------- | ------------------------------------- | ------------------ | ------------- |
| 化学工程联合国家重点实验室                         | 化学 | 清华大学 天津大学 华东理工大学 浙江大学                           | 教育部                                | 北京               | 1987DA105031  |
| 重质油国家重点实验室                               | 化学 | 中国石油大学（北京） 中国石油大学（华东）                         | 教育部                                | 北京               | 1991DA105581  |
| 多相复杂系统国家重点实验室                         | 化学 | 中国科学院过程工程研究所                                          | 中国科学院                            | 北京               | 2006DA173101  |
| 化工资源有效利用国家重点实验室                     | 化学 | 北京化工大学                                                      | 教育部                                | 北京               | 2006DA105121  |
| 元素有机化学国家重点实验室                         | 化学 | 南开大学                                                          | 教育部                                | 天津               | 1985DA105011  |
| 煤转化国家重点实验室                               | 化学 | 中国科学院山西煤炭化学研究所                                      | 中国科学院                            | 山西太原           | 1991DA173641  |
| 催化基础国家重点实验室                             | 化学 | 中国科学院大连化学物理研究所                                      | 中国科学院                            | 辽宁大连           | 1984DA173081  |
| 分子反应动力学国家重点实验室                       | 化学 | 中国科学院大连化学物理研究所                                      | 中国科学院                            | 辽宁大连           | 1987DA173131  |
| 精细化工国家重点实验室                             | 化学 | 大连理工大学                                                      | 教育部                                | 辽宁大连           | 1991DA105211  |
| 高分子物理与化学国家重点实验室                     | 化学 | 中国科学院长春应用化学研究所                                      | 中国科学院                            | 吉林长春           | 2000DA173031  |
| 无机合成与制备化学国家重点实验室                   | 化学 | 吉林大学                                                          | 教育部                                | 吉林长春           | 2001DA105011  |
| 电分析化学国家重点实验室                           | 化学 | 中国科学院长春应用化学研究所                                      | 中国科学院                            | 吉林长春           | 2001DA173031  |
| 超分子结构与材料国家重点实验室                     | 化学 | 吉林大学                                                          | 教育部                                | 吉林长春           | 2007DA105011  |
| 稀土资源利用国家重点实验室                         | 化学 | 中国科学院长春应用化学研究所                                      | 中国科学院                            | 吉林长春           | 2007DA173041  |
| 生命有机化学国家重点实验室                         | 化学 | 中国科学院上海有机化学研究所                                      | 中国科学院                            | 上海               | 1989DA173051  |
| 金属有机化学国家重点实验室                         | 化学 | 中国科学院上海有机化学研究所                                      | 中国科学院                            | 上海               | 2000DA173041  |
| 聚合物分子工程国家重点实验室                       | 化学 | 复旦大学                                                          | 教育部                                | 上海               | 2011DA105331  |
| 现代配位化学国家重点实验室                         | 化学 | 南京大学                                                          | 教育部                                | 江苏南京           | 1988DA105011  |
| 材料化学工程国家重点实验室                         | 化学 | 南京工业大学                                                      | 江苏省科技厅                          | 江苏南京           | 2007DA690071  |
| 生命分析化学国家重点实验室                         | 化学 | 南京大学                                                          | 教育部                                | 江苏南京           | 2011DA105431  |
| 结构化学国家重点实验室                             | 化学 | 中国科学院福建物质结构研究所                                      | 中国科学院                            | 福建福州           | 1992DA173011  |
| 固体表面物理化学国家重点实验室                     | 化学 | 厦门大学                                                          | 教育部                                | 福建厦门           | 1987DA105051  |
| 化学生物传感与计量学国家重点实验室                 | 化学 | 湖南大学                                                          | 教育部                                | 湖南长沙           | 2001DA105041  |
| 功能有机分子化学国家重点实验室                     | 化学 | 兰州大学                                                          | 教育部                                | 甘肃兰州           | 1985DA105061  |
| 羰基合成与选择氧化国家重点实验室                   | 化学 | 中国科学院兰州化学物理研究所                                      | 中国科学院                            | 甘肃兰州           | 1991DA173651  |
| 声场声信息国家重点实验室                           | 数理 | 中国科学院声学研究所                                              | 中国科学院                            | 北京               | 1987DA173062  |
| 半导体超晶格国家重点实验室                         | 数理 | 中国科学院半导体研究所                                            | 中国科学院                            | 北京               | 1988DA173072  |
| 人工微结构和介观物理国家重点实验室                 | 数理 | 北京大学                                                          | 教育部                                | 北京               | 1990DA105012  |
| 湍流与复杂系统国家重点实验室                       | 数理 | 北京大学                                                          | 教育部                                | 北京               | 1991DA105482  |
| 科学与工程计算国家重点实验室                       | 数理 | 中国科学院数学与系统科学研究院                                    | 中国科学院                            | 北京               | 1991DA173732  |
| 非线性力学国家重点实验室                           | 数理 | 中国科学院力学研究所                                              | 中国科学院                            | 北京               | 1999DA173022  |
| 核物理与核技术国家重点实验室                       | 数理 | 北京大学                                                          | 教育部                                | 北京               | 2007DA105202  |
| 低维量子物理国家重点实验室                         | 数理 | 清华大学                                                          | 教育部                                | 北京               | 2011DA105382  |
| 核探测与核电子学国家重点实验室                     | 数理 | 中国科学院高能物理研究所 中国科学技术大学                         | 中国科学院                            | 北京               | 2011DA173412  |
| 高温气体动力学国家重点实验室                       | 数理 | 中国科学院力学研究所                                              | 中国科学院                            | 北京               | 2011DA173422  |
| 应用表面物理国家重点实验室                         | 数理 | 复旦大学                                                          | 教育部                                | 上海               | 1990DA105022  |
| 强场激光物理国家重点实验室                         | 数理 | 中国科学院上海光学精密机械研究所                                  | 中国科学院                            | 上海               | 2004DA173092  |
| 精密光谱科学与技术国家重点实验室                   | 数理 | 华东师范大学                                                      | 教育部                                | 上海               | 2007DA105142  |
| 固体微结构物理国家重点实验室                       | 数理 | 南京大学                                                          | 教育部                                | 江苏南京           | 1984DA105042  |
| 波谱与原子分子物理国家重点实验室                   | 数理 | 中国科学院精密测量科学与技术创新研究院                            | 中国科学院                            | 湖北武汉           | 1986DA173082  |
| 资源与环境信息系统国家重点实验室                   | 地学 | 中国科学院地理科学与资源研究所                                    | 中国科学院                            | 北京               | 1985DA173073  |
| 大气科学和地球流体力学数值模拟国家重点实验室       | 地学 | 中国科学院大气物理研究所                                          | 中国科学院                            | 北京               | 1990DA173053  |
| 环境模拟与污染控制国家重点实验室                   | 地学 | 清华大学 中国科学院生态环境研究中心 北京大学 北京师范大学         | 教育部                                | 北京               | 1991DA105433  |
| 大气边界层物理与大气化学国家重点实验室             | 地学 | 中国科学院大气物理研究所                                          | 中国科学院                            | 北京               | 1991DA173803  |
| 遥感科学国家重点实验室                             | 地学 | 中国科学院空天信息创新研究院 北京师范大学                         | 中国科学院                            | 北京               | 2003DA173033  |
| 地震动力学国家重点实验室                           | 地学 | 中国地震局地质研究所                                              | 中国地震局                            | 北京               | 2003DA152083  |
| 环境化学与生态毒理学国家重点实验室                 | 地学 | 中国科学院生态环境研究中心                                        | 中国科学院                            | 北京               | 2004DA173013  |
| 灾害天气国家重点实验室                             | 地学 | 中国气象科学研究院                                                | 中国气象局                            | 北京               | 2004DA141123  |
| 岩石圈演化国家重点实验室                           | 地学 | 中国科学院地质与地球物理研究所                                    | 中国科学院                            | 北京               | 2005DA173014  |
| 空间天气学国家重点实验室                           | 地学 | 中国科学院国家空间科学中心                                        | 中国科学院                            | 北京               | 2006DA173013  |
| 煤炭资源与安全开采国家重点实验室                   | 地学 | 中国矿业大学（北京） 中国矿业大学                                 | 教育部                                | 北京               | 2006DA105143  |
| 城市和区域生态国家重点实验室                       | 地学 | 中国科学院生态环境研究中心                                        | 中国科学院                            | 北京               | 2006DA173174  |
| 地表过程与资源生态国家重点实验室                   | 地学 | 北京师范大学                                                      | 教育部                                | 北京               | 2007DA105193  |
| 植被与环境变化国家重点实验室                       | 地学 | 中国科学院植物研究所                                              | 中国科学院                            | 北京               | 2007DA173234  |
| 油气资源与探测国家重点实验室                       | 地学 | 中国石油大学（北京）                                              | 教育部                                | 北京               | 2007DA105263  |
| 环境基准与风险评估国家重点实验室                   | 地学 | 中国环境科学研究院                                                | 生态环境部                            | 北京               | 2011DA144123  |
| 流域水循环模拟与调控国家重点实验室                 | 地学 | 中国水利水电科学研究院                                            | 水利部                                | 北京               | 2011DA126143  |
| 城市水资源与水环境国家重点实验室                   | 地学 | 哈尔滨工业大学                                                    | 工信部                                | 黑龙江哈尔滨       | 2007DA107173  |
| 污染控制与资源化研究国家重点实验室                 | 地学 | 同济大学 南京大学                                                 | 教育部                                | 上海               | 1991DA105443  |
| 河口海岸全国重点实验室                             | 地学 | 华东师范大学                                                      | 教育部                                | 上海               | 1991DA105463  |
| 海洋地质国家重点实验室                             | 地学 | 同济大学                                                          | 教育部                                | 上海               | 2004DA105083  |
| 内生金属矿床成矿机制研究国家重点实验室             | 地学 | 南京大学                                                          | 教育部                                | 江苏南京           | 1991DA105453  |
| 现代古生物学和地层学国家重点实验室                 | 地学 | 中国科学院南京地质古生物研究所                                    | 中国科学院                            | 江苏南京           | 2001DA173023  |
| 土壤与农业可持续发展国家重点实验室                 | 地学 | 中国科学院南京土壤研究所                                          | 中国科学院                            | 江苏南京           | 2003DA173013  |
| 湖泊与环境国家重点实验室                           | 地学 | 中国科学院南京地理与湖泊研究所                                    | 中国科学院                            | 江苏南京           | 2007DA173213  |
| 卫星海洋环境动力学国家重点实验室                   | 地学 | 自然资源部第二海洋研究所                                          | 自然资源部                            | 浙江杭州           | 2006DA151043  |
| 近海海洋环境科学国家重点实验室                     | 地学 | 厦门大学                                                          | 教育部                                | 福建厦门           | 2004DA105053  |
| 测绘遥感信息工程国家重点实验室                     | 地学 | 武汉大学                                                          | 教育部                                | 湖北武汉           | 1991DA105103  |
| 地质过程与矿产资源国家重点实验室                   | 地学 | 中国地质大学（武汉） 中国地质大学（北京）                         | 教育部                                | 湖北武汉           | 2004DA105193  |
| 生物地质与环境地质国家重点实验室                   | 地学 | 中国地质大学（武汉）                                              | 教育部                                | 湖北武汉           | 2011DA105153\ |
| 大地测量与地球动力学国家重点实验室                 | 地学 | 中国科学院精密测量科学与技术创新研究院                            | 中国科学院                            | 湖北武汉           | 2011DA173173  |
| 有机地球化学国家重点实验室                         | 地学 | 中国科学院广州地球化学研究所                                      | 中国科学院                            | 广东广州           | 1990DA173043  |
| 同位素地球化学国家重点实验室                       | 地学 | 中国科学院广州地球化学研究所                                      | 中国科学院                            | 广东广州           | 2011DA173163  |
| 热带海洋环境国家重点实验室                         | 地学 | 中国科学院南海海洋研究所                                          | 中国科学院                            | 广东广州           | 2011DA173203  |
| 油气藏地质及开发工程国家重点实验室                 | 地学 | 成都理工大学 西南石油大学                                         | 四川省科技厅                          | 四川成都           | 1991DA810083  |
| 地质灾害防治与地质环境保护国家重点实验室           | 地学 | 成都理工大学                                                      | 四川省科技厅                          | 四川成都           | 2007DA810083  |
| 环境地球化学国家重点实验室                         | 地学 | 中国科学院地球化学研究所                                          | 中国科学院                            | 贵州贵阳           | 1991DA173813  |
| 矿床地球化学国家重点实验室                         | 地学 | 中国科学院地球化学研究所                                          | 中国科学院                            | 贵州贵阳           | 2006DA173133  |
| 黄土与第四纪地质国家重点实验室                     | 地学 | 中国科学院地球环境研究所                                          | 中国科学院                            | 陕西西安           | 1993DA173013  |
| 大陆动力学国家重点实验室                           | 地学 | 西北大学                                                          | 陕西省科技厅                          | 陕西西安           | 2006DA850093  |
| 黄土高原土壤侵蚀与旱地农业国家重点实验室           | 地学 | 中国科学院教育部水土保持与生态环境研究中心                        | 中国科学院                            | 陕西杨凌           | 1991DA173763  |
| 冻土工程国家重点实验室                             | 地学 | 中国科学院西北生态资源环境研究院                                  | 中国科学院                            | 甘肃兰州           | 1989DA173047  |
| 冰冻圈科学国家重点实验室                           | 地学 | 中国科学院西北生态资源环境研究院                                  | 中国科学院                            | 甘肃兰州           | 2007DA173103  |
| 荒漠与绿洲生态国家重点实验室                       | 地学 | 中国科学院新疆生态与地理研究所                                    | 中国科学院                            | 新疆乌鲁木齐       | 2011DA173183  |
| 蛋白质与植物基因研究国家重点实验室                 | 生物 | 北京大学                                                          | 教育部                                | 北京               | 1987DA105014  |
| 农业生物技术国家重点实验室                         | 生物 | 中国农业大学                                                      | 教育部                                | 北京               | 1987DA105104  |
| 生物大分子国家重点实验室                           | 生物 | 中国科学院生物物理研究所                                          | 中国科学院                            | 北京               | 1988DA173084  |
| 膜生物学国家重点实验室                             | 生物 | 中国科学院动物研究所 清华大学 北京大学                            | 中国科学院                            | 北京               | 1988DA173104  |
| 植物病虫害生物学国家重点实验室                     | 生物 | 中国农业科学院植物保护研究所                                      | 农业农村部                            | 北京               | 1989DA125074  |
| 植物细胞与染色体工程国家重点实验室                 | 生物 | 中国科学院遗传与发育生物学研究所                                  | 中国科学院                            | 北京               | 1991DA173744  |
| 农业虫害鼠害综合治理研究国家重点实验室             | 生物 | 中国科学院动物研究所                                              | 中国科学院                            | 北京               | 1991DA173754  |
| 微生物资源前期开发国家重点实验室                   | 生物 | 中国科学院微生物研究所                                            | 中国科学院                            | 北京               | 1991DA173774  |
| 植物生理学与生物化学国家重点实验室                 | 生物 | 中国农业大学 浙江大学                                             | 教育部                                | 北京               | 2001DA105094  |
| 植物基因组学国家重点实验室                         | 生物 | 中国科学院遗传与发育生物学研究所 中国科学院微生物研究所           | 中国科学院                            | 北京               | 2003DA173024  |
| 系统与进化植物学国家重点实验室                     | 生物 | 中国科学院植物研究所                                              | 中国科学院                            | 北京               | 2004DA173024  |
| 动物营养学国家重点实验室                           | 生物 | 中国农业科学院畜牧研究所 中国农业大学                             | 农业农村部                            | 北京               | 2004DA125184  |
| 林木遗传育种国家重点实验室                         | 生物 | 中国林业科学研究院 东北林业大学                                   | 国家林业和草原局 教育部               | 北京               | 2011DA169034  |
| 分子发育生物学国家重点实验室                       | 生物 | 中国科学院遗传与发育生物学研究所                                  | 中国科学院                            | 北京               | 2011DA173474  |
| 真菌学国家重点实验室                               | 生物 | 中国科学院微生物研究所                                            | 中国科学院                            | 北京               | 2011DA173484  |
| 兽医生物技术国家重点实验室                         | 生物 | 中国农业科学院哈尔滨兽医研究所                                    | 农业农村部                            | 黑龙江哈尔滨       | 1986DA125094  |
| 遗传工程国家重点实验室                             | 生物 | 复旦大学                                                          | 教育部                                | 上海               | 1984DA105014  |
| 分子生物学国家重点实验室                           | 生物 | 中国科学院分子细胞科学卓越创新中心                                | 中国科学院                            | 上海               | 1984DA173094  |
| 植物分子遗传国家重点实验室                         | 生物 | 中国科学院分子植物科学卓越创新中心                                | 中国科学院                            | 上海               | 1986DA173074  |
| 生物反应器工程国家重点实验室                       | 生物 | 华东理工大学                                                      | 教育部                                | 上海               | 1991DA105414  |
| 神经科学国家重点实验室                             | 生物 | 中国科学院脑科学与智能技术卓越创新中心                            | 中国科学院                            | 上海               | 2007DA173244  |
| 微生物代谢国家重点实验室                           | 生物 | 上海交通大学                                                      | 教育部                                | 上海               | 2011DA105494  |
| 作物遗传与种质创新国家重点实验室                   | 生物 | 南京农业大学                                                      | 教育部                                | 江苏南京           | 2001DA105074  |
| 食品科学与技术国家重点实验室                       | 生物 | 江南大学 南昌大学                                                 | 教育部                                | 江苏徐州           | 2007DA105064  |
| 水稻生物学国家重点实验室                           | 生物 | 中国水稻研究所 浙江大学                                           | 农业农村部                            | 浙江杭州           | 2003DA125074  |
| 微生物技术国家重点实验室                           | 生物 | 山东大学                                                          | 教育部                                | 山东济南           | 1991DA105424  |
| 作物生物学国家重点实验室                           | 生物 | 山东农业大学                                                      | 山东省科技厅                          | 山东泰安           | 2007DA740054  |
| 棉花生物学国家重点实验室                           | 生物 | 中国农业科学院棉花研究所 河南大学                                 | 农业农村部 河南省科技厅               | 河南安阳           | 2011DA125024  |
| 淡水生态与生物技术国家重点实验室                   | 生物 | 中国科学院水生生物研究所                                          | 中国科学院                            | 湖北武汉           | 1987DA173074  |
| 作物遗传改良国家重点实验室                         | 生物 | 华中农业大学                                                      | 教育部                                | 湖北武汉           | 1992DA105024  |
| 农业微生物学国家重点实验室                         | 生物 | 华中农业大学                                                      | 教育部                                | 湖北武汉           | 2003DA105054  |
| 病毒学国家重点实验室                               | 生物 | 武汉大学 中国科学院武汉病毒研究所                                 | 教育部                                | 湖北武汉           | 2004DA105204  |
| 杂交水稻国家重点实验室                             | 生物 | 湖南杂交水稻研究中心 武汉大学                                     | 湖南省科技厅 教育部                   | 湖南长沙           | 2011DA770014  |
| 有害生物控制与资源利用国家重点实验室               | 生物 | 中山大学                                                          | 教育部                                | 广东广州           | 1991DA105384  |
| 亚热带农业生物资源保护与利用国家重点实验室         | 生物 | 广西大学 华南农业大学                                             | 广西壮族自治区科学技术厅 广东省科技厅 | 广西南宁           | 2011DA790064  |
| 家蚕基因组生物学国家重点实验室                     | 生物 | 西南大学                                                          | 教育部                                | 重庆               | 2011DA105044  |
| 遗传资源与进化国家重点实验室                       | 生物 | 中国科学院昆明动物研究所                                          | 中国科学院                            | 云南昆明           | 2007DA173114  |
| 旱区作物逆境生物学国家重点实验室                   | 生物 | 西北农林科技大学                                                  | 教育部                                | 陕西杨凌           | 2011DA105054  |
| 家畜疫病病原生物学国家重点实验室                   | 生物 | 中国农业科学院兰州兽医研究所                                      | 农业农村部                            | 甘肃兰州           | 2006DA125164  |
| 草地农业生态系统国家重点实验室                     | 生物 | 兰州大学                                                          | 教育部                                | 甘肃兰州           | 2011DA105194  |
| 模式识别国家重点实验室                             | 信息 | 中国科学院自动化研究所                                            | 中国科学院                            | 北京               | 1984DA173065  |
| 信息安全国家重点实验室                             | 信息 | 中国科学院信息工程研究所                                          | 中国科学院                            | 北京               | 1989DA173065  |
| 软件开发环境国家重点实验室                         | 信息 | 北京航空航天大学                                                  | 工信部                                | 北京               | 1991DA107015  |
| 网络与交换技术国家重点实验室                       | 信息 | 北京邮电大学                                                      | 教育部                                | 北京               | 1991DA105625  |
| 计算机科学国家重点实验室                           | 信息 | 中国科学院软件研究所                                              | 中国科学院                            | 北京               | 2004DA173035  |
| 虚拟现实技术与系统国家重点实验室                   | 信息 | 北京航空航天大学                                                  | 工信部                                | 北京               | 2007DA107225  |
| 计算机体系结构国家重点实验室                       | 信息 | 中国科学院计算技术研究所                                          | 中国科学院                            | 北京               | 2011DA173295  |
| 信息光子学与光通信国家重点实验室                   | 信息 | 北京邮电大学                                                      | 教育部                                | 北京               | 2011DA105305  |
| 复杂系统管理与控制国家重点实验室                   | 信息 | 中国科学院自动化研究所                                            | 中国科学院                            | 北京               | 2011DA173315  |
| 精密测试技术及仪器国家重点实验室                   | 信息 | 天津大学 清华大学                                                 | 教育部                                | 天津               | 1991DA105355  |
| 量子光学与光量子器件国家重点实验室                 | 信息 | 山西大学                                                          | 山西省科技厅                          | 山西太原           | 2001DA630065  |
| 机器人学国家重点实验室                             | 信息 | 中国科学院沈阳自动化研究所                                        | 中国科学院                            | 辽宁沈阳           | 2007DA173035  |
| 流程工业综合自动化国家重点实验室                   | 信息 | 东北大学                                                          | 教育部                                | 辽宁沈阳           | 2011DA105325  |
| 应用光学国家重点实验室                             | 信息 | 中国科学院长春光学精密机械与物理研究所                            | 中国科学院                            | 吉林长春           | 1986DA173065  |
| 集成光电子学国家重点实验室                         | 信息 | 清华大学 吉林大学 中国科学院半导体研究所                          | 教育部                                | 吉林长春           | 1987DA105095  |
| 发光学及应用国家重点实验室                         | 信息 | 中国科学院长春光学精密机械与物理研究所                            | 中国科学院                            | 吉林长春           | 2011DA173395  |
| 传感技术国家重点实验室                             | 信息 | 中国科学院上海微系统与信息技术研究所 中国科学院空天信息创新研究院 | 中国科学院                            | 上海               | 1987DA173085  |
| 红外物理国家重点实验室                             | 信息 | 中国科学院上海技术物理研究所                                      | 中国科学院                            | 上海               | 1990DA173065  |
| 区域光纤通信网与新型光通信系统国家重点实验室       | 信息 | 上海交通大学 北京大学                                             | 教育部                                | 上海               | 1991DA105165  |
| 专用集成电路与系统国家重点实验室                   | 信息 | 复旦大学                                                          | 教育部                                | 上海               | 1991DA105365  |
| 计算机软件新技术国家重点实验室                     | 信息 | 南京大学                                                          | 教育部                                | 江苏南京           | 1987DA105045  |
| 微波与数字通信技术国家重点实验室                   | 信息 | 清华大学                                                          | 教育部                                | 北京               | XXXXXXXX      |
| 毫米波国家重点实验室                               | 信息 | 东南大学                                                          | 教育部                                | 江苏南京           | 1991DA105015  |
| 移动通信国家重点实验室                             | 信息 | 东南大学                                                          | 教育部                                | 江苏南京           | 1991DA105155  |
| 生物电子学国家重点实验室                           | 信息 | 东南大学                                                          | 教育部                                | 江苏南京           | 2004DA105165  |
| 计算机辅助设计与图形学国家重点实验室               | 信息 | 浙江大学                                                          | 教育部                                | 浙江杭州           | 1989DA105025  |
| 现代光学仪器国家重点实验室                         | 信息 | 浙江大学                                                          | 教育部                                | 浙江杭州           | 1991DA105315  |
| 工业控制技术国家重点实验室                         | 信息 | 浙江大学                                                          | 教育部                                | 浙江杭州           | 1991DA105335  |
| 微细加工光学技术国家重点实验室                     | 信息 | 中国科学院光电技术研究所                                          | 中国科学院                            | 四川成都           | 1991DA173715  |
| 电子薄膜与集成器件国家重点实验室                   | 信息 | 电子科技大学                                                      | 教育部                                | 四川成都           | 2006DA105075  |
| 综合业务网理论及关键技术国家重点实验室             | 信息 | 西安电子科技大学                                                  | 教育部                                | 陕西西安           | 1991DA105545  |
| 瞬态光学与光子技术国家重点实验室                   | 信息 | 中国科学院西安光学精密机械研究所                                  | 中国科学院                            | 陕西西安           | 1991DA173725  |
| 新型陶瓷与精细工艺国家重点实验室                   | 材料 | 清华大学                                                          | 教育部                                | 北京               | 1991DA105266  |
| 新金属材料国家重点实验室                           | 材料 | 北京科技大学                                                      | 教育部                                | 北京               | 1991DA105606  |
| 有机无机复合材料国家重点实验室                     | 材料 | 北京化工大学                                                      | 教育部                                | 北京               | 2011DA105346  |
| 亚稳材料制备技术与科学国家重点实验室               | 材料 | 燕山大学                                                          | 河北省科技厅                          | 河北秦皇岛         | 2006DA620036  |
| 超硬材料国家重点实验室                             | 材料 | 吉林大学                                                          | 教育部                                | 吉林长春           | 1991DA105256  |
| 金属基复合材料国家重点实验室                       | 材料 | 上海交通大学                                                      | 教育部                                | 上海               | 1989DA105016  |
| 纤维材料改性国家重点实验室                         | 材料 | 东华大学                                                          | 教育部                                | 上海               | 1991DA105096  |
| 高性能陶瓷和超微结构国家重点实验室                 | 材料 | 中国科学院上海硅酸盐研究所                                        | 中国科学院                            | 上海               | 1991DA173696  |
| 信息功能材料国家重点实验室                         | 材料 | 中国科学院上海微系统与信息技术研究所                              | 中国科学院                            | 上海               | 1991DA173706  |
| 硅材料国家重点实验室                               | 材料 | 浙江大学                                                          | 教育部                                | 浙江杭州           | 1985DA105036  |
| 晶体材料国家重点实验室                             | 材料 | 山东大学                                                          | 教育部                                | 山东济南           | 1984DA105056  |
| 材料复合新技术国家重点实验室                       | 材料 | 武汉理工大学                                                      | 教育部                                | 湖北武汉           | 1987DA105126  |
| 硅酸盐建筑材料国家重点实验室                       | 材料 | 武汉理工大学                                                      | 教育部                                | 湖北武汉           | 2011DA105356  |
| 粉末冶金国家重点实验室                             | 材料 | 中南大学                                                          | 教育部                                | 湖南长沙           | 1991DA105636  |
| 光电材料与技术国家重点实验室                       | 材料 | 中山大学                                                          | 教育部                                | 广东广州           | 1984DA105036  |
| 制浆造纸工程国家重点实验室                         | 材料 | 华南理工大学                                                      | 教育部                                | 广东广州           | 1991DA105187  |
| 发光材料与器件国家重点实验室                       | 材料 | 华南理工大学                                                      | 教育部                                | 广东广州           | 2011DA105406  |
| 高分子材料工程国家重点实验室                       | 材料 | 四川大学                                                          | 教育部                                | 四川成都           | 1991DA105246  |
| 金属材料强度国家重点实验室                         | 材料 | 西安交通大学                                                      | 教育部                                | 陕西西安           | 1991DA105206  |
| 凝固技术国家重点实验室                             | 材料 | 西北工业大学                                                      | 工信部                                | 陕西西安           | 1991DA107526  |
| 固体润滑国家重点实验室                             | 材料 | 中国科学院兰州化学物理研究所                                      | 中国科学院                            | 甘肃兰州           | 1999DA173016  |
| 摩擦学国家重点实验室                               | 工程 | 清华大学                                                          | 教育部                                | 北京               | 1986DA105017  |
| 电力系统及大型发电设备安全控制和仿真国家重点实验室 | 工程 | 清华大学                                                          | 教育部                                | 北京               | 1991DA105117  |
| 汽车安全与节能国家重点实验室                       | 工程 | 清华大学                                                          | 教育部                                | 北京               | 1991DA105287  |
| 爆炸科学与技术国家重点实验室                       | 工程 | 北京理工大学                                                      | 工信部                                | 北京               | 1991DA107577  |
| 轨道交通控制与安全国家重点实验室                   | 工程 | 北京交通大学                                                      | 教育部                                | 北京               | 2006DA105117  |
| 水沙科学与水利水电工程国家重点实验室               | 工程 | 清华大学                                                          | 教育部                                | 北京               | 2006DA105157  |
| 钢铁冶金新技术国家重点实验室                       | 工程 | 北京科技大学                                                      | 教育部                                | 北京               | 2011DA105237  |
| 新能源电力系统国家重点实验室                       | 工程 | 华北电力大学                                                      | 教育部                                | 北京               | 2011DA105277  |
| 内燃机燃烧学国家重点实验室                         | 工程 | 天津大学                                                          | 教育部                                | 天津               | 1986DA105037  |
| 水利工程仿真与安全国家重点实验室                   | 工程 | 天津大学                                                          | 教育部                                | 天津               | 2011DA105367  |
| 轧制技术及连轧自动化国家重点实验室                 | 工程 | 东北大学                                                          | 教育部                                | 辽宁沈阳           | 1991DA105617  |
| 海岸和近海工程国家重点实验室                       | 工程 | 大连理工大学                                                      | 教育部                                | 辽宁大连           | 1986DA105057  |
| 工业装备结构分析国家重点实验室                     | 工程 | 大连理工大学                                                      | 教育部                                | 辽宁大连           | 1991DA105297  |
| 汽车仿真与控制国家重点实验室                       | 工程 | 吉林大学                                                          | 教育部                                | 吉林长春           | 1991DA105567  |
| 先进焊接与连接国家重点实验室                       | 工程 | 哈尔滨工业大学                                                    | 工信部                                | 黑龙江哈尔滨       | 1991DA107517  |
| 机器人技术与系统国家重点实验室                     | 工程 | 哈尔滨工业大学                                                    | 工信部                                | 黑龙江哈尔滨       | 2007DA107027  |
| 海洋工程国家重点实验室                             | 工程 | 上海交通大学                                                      | 教育部                                | 上海               | 1985DA105027  |
| 土木工程防灾国家重点实验室                         | 工程 | 同济大学                                                          | 教育部                                | 上海               | 1988DA105027  |
| 机械系统与振动国家重点实验室                       | 工程 | 上海交通大学                                                      | 教育部                                | 上海               | 1991DA105307  |
| 水文水资源与水利工程科学国家重点实验室             | 工程 | 河海大学 南京水利科学研究院                                       | 教育部                                | 江苏南京           | 2004DA105177  |
| 机械结构力学及控制国家重点实验室                   | 工程 | 南京航空航天大学                                                  | 工信部                                | 江苏南京           | 2011DA124257  |
| 深部岩土力学与地下工程国家重点实验室               | 工程 | 中国矿业大学 中国矿业大学（北京）                                 | 教育部                                | 江苏徐州           | 2008DA105277  |
| 流体动力与机电系统国家重点实验室                   | 工程 | 浙江大学                                                          | 教育部                                | 浙江杭州           | 1991DA105277  |
| 能源清洁利用国家重点实验室                         | 工程 | 浙江大学                                                          | 教育部                                | 浙江杭州           | 2004DA105107  |
| 火灾科学国家重点实验室                             | 工程 | 中国科学技术大学                                                  | 中国科学院                            | 安徽合肥           | 1991DA173827  |
| 煤燃烧国家重点实验室                               | 工程 | 华中科技大学                                                      | 教育部                                | 湖北武汉           | 1988DA105057  |
| 材料成形与模具技术国家重点实验室                   | 工程 | 华中科技大学                                                      | 教育部                                | 湖北武汉           | 1991DA105327  |
| 水资源与水电工程科学国家重点实验室                 | 工程 | 武汉大学                                                          | 教育部                                | 湖北武汉           | 2003DA105047  |
| 数字制造装备与技术国家重点实验室                   | 工程 | 华中科技大学                                                      | 教育部                                | 湖北武汉           | 2006DA105067  |
| 岩土力学与工程国家重点实验室                       | 工程 | 中国科学院武汉岩土力学研究所                                      | 中国科学院                            | 湖北武汉           | 2007DA173257  |
| 强电磁工程与新技术国家重点实验室                   | 工程 | 华中科技大学                                                      | 教育部                                | 湖北武汉           | 2011DA105267  |
| 汽车车身先进设计制造国家重点实验室                 | 工程 | 湖南大学                                                          | 教育部                                | 湖南长沙           | 2006DA105027  |
| 高性能复杂制造国家重点实验室                       | 工程 | 中南大学                                                          | 教育部                                | 湖南长沙           | 2011DA105227  |
| 亚热带建筑科学国家重点实验室                       | 工程 | 华南理工大学                                                      | 教育部                                | 广东广州           | 2007DA105167  |
| 机械传动国家重点实验室                             | 工程 | 重庆大学                                                          | 教育部                                | 重庆               | 1989DA105037  |
| 输配电装备及系统安全与新技术国家重点实验室         | 工程 | 重庆大学                                                          | 教育部                                | 重庆               | 2007DA105127  |
| 煤矿灾害动力学与控制国家重点实验室                 | 工程 | 重庆大学                                                          | 教育部                                | 重庆               | 2011DA105287  |
| 水力学与山区河流开发保护国家重点实验室             | 工程 | 四川大学                                                          | 教育部                                | 四川成都           | 1988DA105047  |
| 牵引动力国家重点实验室                             | 工程 | 西南交通大学                                                      | 教育部                                | 四川成都           | 1991DA105597  |
| 动力工程多相流国家重点实验室                       | 工程 | 西安交通大学                                                      | 教育部                                | 陕西西安           | 1990DA105037  |
| 电力设备电气绝缘国家重点实验室                     | 工程 | 西安交通大学                                                      | 教育部                                | 陕西西安           | 1991DA105137  |
| 机械制造系统工程国家重点实验室                     | 工程 | 西安交通大学                                                      | 教育部                                | 陕西西安           | 1991DA105347  |
| 机械结构强度与振动国家重点实验室                   | 工程 | 西安交通大学                                                      | 教育部                                | 陕西西安           | 2011DA105247  |
| 天然药物与仿生药物国家重点实验室                   | 医学 | 北京大学                                                          | 教育部                                | 北京               | 1985DA105094  |
| 分子肿瘤学国家重点实验室                           | 医学 | 中国医学科学院肿瘤医院肿瘤研究所                                  | 国家卫健委                            | 北京               | 1986DA131104  |
| 医学分子生物学国家重点实验室                       | 医学 | 中国医学科学院基础医学研究所                                      | 国家卫健委                            | 北京               | 1991DA131034  |
| 干细胞与生殖生物学国家重点实验室                   | 医学 | 中国科学院动物研究所                                              | 国家卫健委                            | 北京               | 1991DA110044  |
| 生化工程国家重点实验室                             | 医学 | 中国科学院过程工程研究所                                          | 中国科学院                            | 北京               | 1991DA173784  |
| 脑与认知科学国家重点实验室                         | 医学 | 中国科学院生物物理研究所                                          | 中国科学院                            | 北京               | 2004DA173134  |
| 认知神经科学与学习国家重点实验室                   | 医学 | 北京师范大学                                                      | 教育部                                | 北京               | 2004DA105144  |
| 病原微生物生物安全国家重点实验室                   | 医学 | 中国人民解放军军事医学科学院                                      | 中央军委后勤保障部                    | 北京               | 2004DAV00214  |
| 传染病预防控制国家重点实验室                       | 医学 | 中国疾病预防控制中心                                              | 国家卫健委                            | 北京               | 2004DA131224  |
| 蛋白质组学国家重点实验室                           | 医学 | 中国人民解放军军事医学科学院                                      | 中央军委后勤保障部                    | 北京               | 2007DAV00184  |
| 心血管疾病国家重点实验室                           | 医学 | 中国医学科学院阜外心血管病医院                                    | 国家卫健委                            | 北京               | 2011DA131078  |
| 肾脏疾病国家重点实验室                             | 医学 | 中国人民解放军总医院                                              | 中央军委后勤保障部                    | 北京               | 2011DAV00088  |
| 天然药物活性物质与功能国家重点实验室               | 医学 | 中国医学科学院药物研究所                                          | 国家卫健委                            | 北京               | 2011DA131108  |
| 实验血液学国家重点实验室                           | 医学 | 中国医学科学院血液病医院血液学研究所                              | 国家卫健委                            | 天津               | 1988DA131124  |
| 药物化学生物学国家重点实验室                       | 医学 | 南开大学                                                          | 教育部                                | 天津               | 2011DA105444  |
| 癌基因与相关基因国家重点实验室                     | 医学 | 上海市肿瘤研究所                                                  | 国家卫健委                            | 上海               | 1985DA131104  |
| 新药研究国家重点实验室                             | 医学 | 中国科学院上海药物研究所                                          | 中国科学院                            | 上海               | 1991DA173794  |
| 医学神经生物学国家重点实验室                       | 医学 | 复旦大学                                                          | 教育部                                | 上海               | 1992DA105034  |
| 医学基因组学国家重点实验室                         | 医学 | 上海交通大学                                                      | 教育部                                | 上海               | 2001DA680084  |
| 医学免疫学国家重点实验室                           | 医学 | 中国人民解放军第二军医大学                                        | 中央军委训练管理部                    | 上海               | 2006DAV00084  |
| 细胞生物学国家重点实验室                           | 医学 | 中国科学院分子细胞科学卓越创新中心                                | 中国科学院                            | 上海               | 2011DA173454  |
| 医药生物技术国家重点实验室                         | 医学 | 南京大学                                                          | 教育部                                | 江苏南京           | 1991DA105404  |
| 生殖医学国家重点实验室                             | 医学 | 南京医科大学                                                      | 江苏省科技厅                          | 江苏南京           | 2011DA690098  |
| 天然药物活性组分与药效国家重点实验室               | 医学 | 中国药科大学                                                      | 教育部                                | 江苏南京           | 2011DA105118  |
| 传染病诊治国家重点实验室                           | 医学 | 浙江大学                                                          | 教育部                                | 浙江杭州           | 2007DA105134  |
| 细胞应激生物学国家重点实验室                       | 医学 | 厦门大学                                                          | 教育部                                | 福建厦门           | 2011DA105464  |
| 华南肿瘤学国家重点实验室                           | 医学 | 中山大学                                                          | 教育部                                | 广东广州           | 2004DA105074  |
| 眼科学国家重点实验室                               | 医学 | 中山大学                                                          | 教育部                                | 广东广州           | 2006DA105054  |
| 呼吸疾病国家重点实验室                             | 医学 | 广州医科大学                                                      | 广东省科技厅                          | 广东广州           | 2007DA780154  |
| 创伤、烧伤与复合伤研究国家重点实验室               | 医学 | 中国人民解放军陆军军医大学                                        | 中央军委训练管理部                    | 重庆               | 2003DAV00064  |
| 生物治疗国家重点实验室                             | 医学 | 四川大学                                                          | 教育部                                | 四川成都           | 2004DA105044  |
| 口腔疾病研究国家重点实验室                         | 医学 | 四川大学                                                          | 教育部                                | 四川成都           | 2007DA105094  |
| 植物化学与西部植物资源持续利用国家重点实验室       | 医学 | 中国科学院昆明植物研究所                                          | 中国科学院                            | 云南昆明           | 2001DA173054  |
| 肿瘤生物学国家重点实验室                           | 医学 | 中国人民解放军空军军医大学                                        | 中央军委训练管理部                    | 陕西西安           | 2004DAV00064  |

## 统计

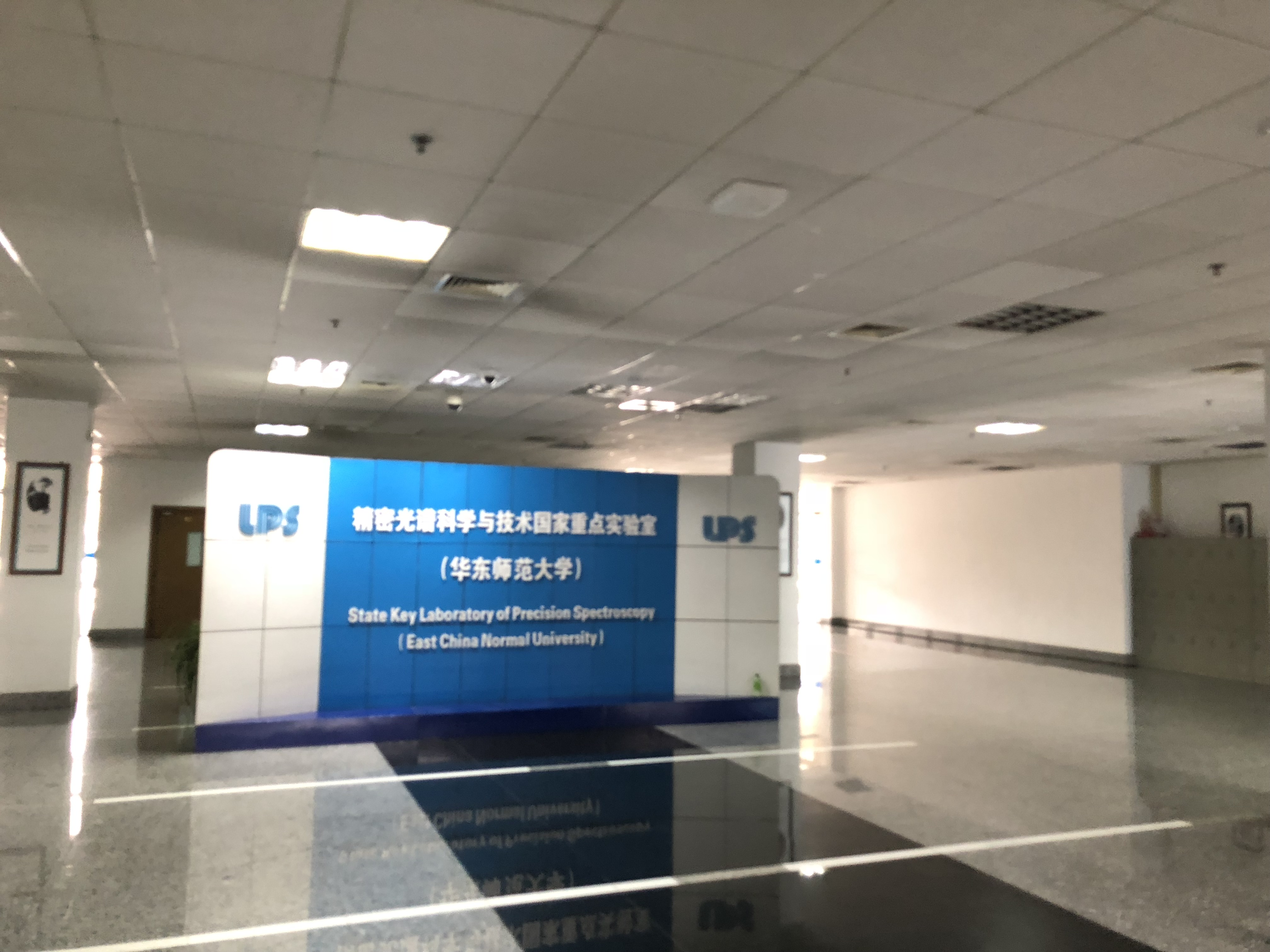
精密光谱科学与技术国家重点实验室（华东师范大学）

下文将按照实验室研究领域、所属主管部门、所在省级行政区和所依托机构四个方面，对国家重点实验室的分布进行统计。

### 领域分布
以下列出国家重点实验室按领域分布的情况。
| 所属领域 | 国重室个数 |
| -------- | ---------- |
| 地球科学 | 44         |
| 工程科学 | 43         |
| 生物科学 | 40         |
| 医学科学 | 34         |
| 信息科学 | 31         |
| 化学科学 | 25         |
| 材料科学 | 21         |
| 数理科学 | 15         |

### 所属部门分布
以下列出国家重点实验室主管部门的分布情况（有多个依托主管部门的，按照第一主管部门进行统计）。
| 所属主管部门 | 国重室个数 |
| --- | ---------- |
| 教育部 | 130        |
| 中国科学院 | 78         |
| 工业和信息化部、国家卫生健康委员会 | 8          |
| 农业农村部 | 6          |
| 中央军委后勤保障部、中央军委训练管理部 | 3          |
| 江苏省科技厅、四川省科技厅 | 2          |
| 水利部、中国气象局、生态环境部、自然资源部、中国地震局、国家林业和草原局、 河北省科技厅、山西省科技厅、山东省科技厅、湖南省科技厅、广东省科技厅、广西壮族自治区科学技术厅、陕西省科技厅 | 1          |

### 地域分布
以下列出国家重点实验室在各省级行政区的分布情况（有多个依托单位的，按照第一依托单位所在地域进行统计）。
| 所属省级行政区                                           | 国重室个数 |
| -------------------------------------------------------- | ---------- |
| 北京市                                                   | 79         |
| 上海市                                                   | 32         |
| 江苏省                                                   | 20         |
| 湖北省                                                   | 17         |
| 陕西省                                                   | 13         |
| 广东省                                                   | 11         |
| 吉林省                                                   | 10         |
| 浙江省、四川省                                           | 9          |
| 辽宁省                                                   | 8          |
| 甘肃省                                                   | 7          |
| 天津市                                                   | 6          |
| 湖南省、重庆市                                           | 5          |
| 黑龙江省、福建省                                         | 4          |
| 山东省                                                   | 3          |
| 山西省、贵州省、云南省                                   | 2          |
| 河北省、安徽省、河南省、广西壮族自治区、新疆维吾尔自治区 | 1          |
| 澳門                                                     | 4          |

### 依托单位分布
以下列出拥有较多国家重点实验室的依托单位（不限于第一依托单位）。
| 所属依托单位                                                                      | 国重室个数 |
| --------------------------------------------------------------------------------- | ---------- |
| 清华大学、浙江大学                                                                | 10         |
| 北京大学                                                                          | 8          |
| 南京大学                                                                          | 7          |
| 上海交通大学                                                                      | 6          |
| 吉林大学、复旦大学、西安交通大学                                                  | 5          |
| 北京师范大学、天津大学、武汉大学、华中科技大学、中山大学、四川大学 、大连理工大学 | 4          |

另有13家科研单位拥有3个国家重点实验室，39家科研单位拥有2个国家重点实验室，87家科研单位拥有1个国家重点实验室。